# Nofret II

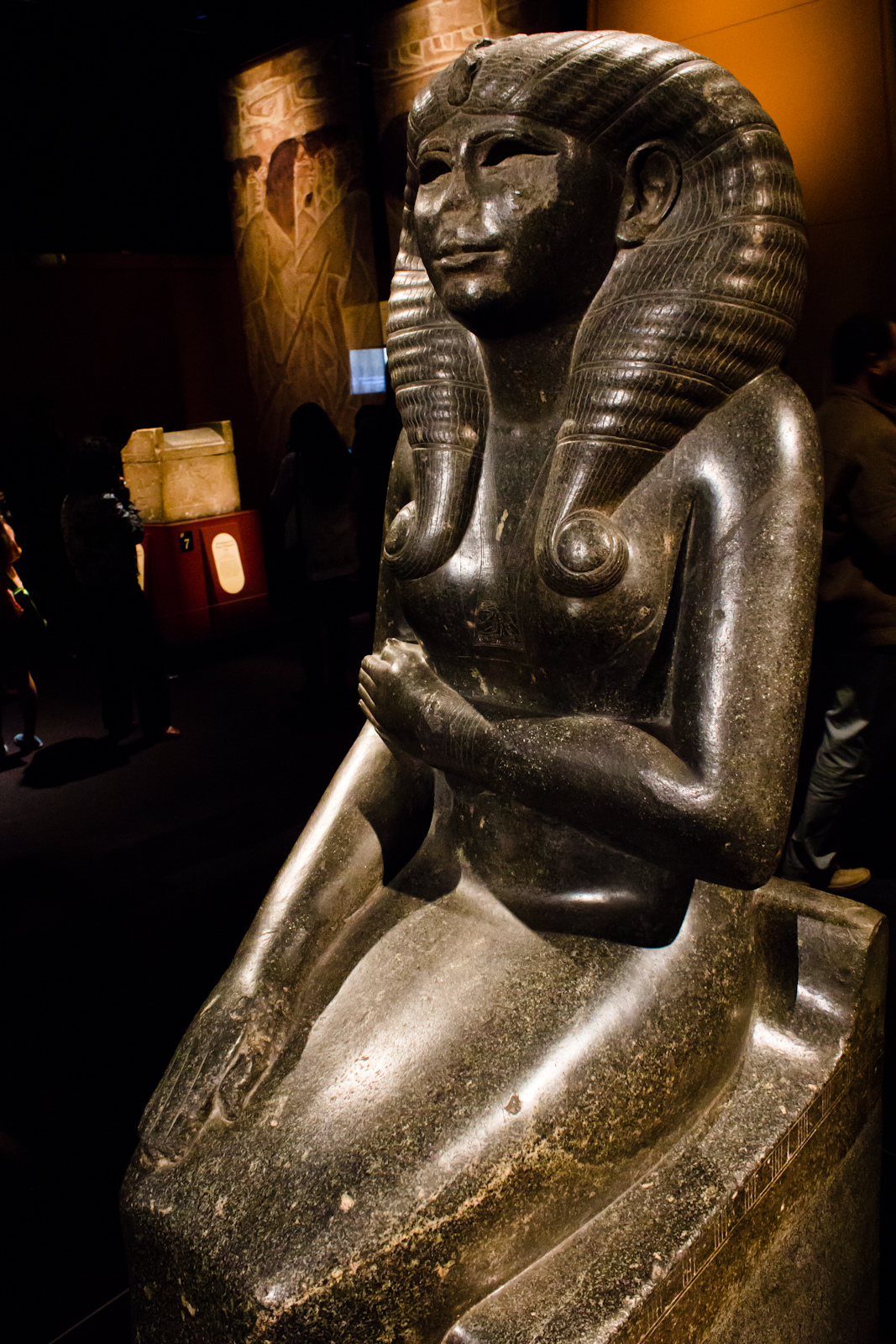
Estatua de Nofret II (JE 37487) en granodiorita. Museo Egipcio de El Cairo.

Nofret II fue hija del faraón Amenemhat II y esposa de Sesostris II.
Su nombre significa La Bella. Junto con Khenemetneferhedjet I, fue una de las dos esposas conocidas de Sesostris II; otras dos posibles esposas podrían haber sido Khnumit e Itaweret. Las cuatro eran hermanas del rey Sesostris. 
Tuvo los títulos de Hija del Rey, Grande del Cetro, Señora de las Dos Tierras.

## Monumentos
Dos de sus estatuas fueron descubiertas por Auguste Mariette en el bienio 1860-61 en Tanis y se encuentran en el Museo Egipcio de El Cairo; en una (JE 37487), en granodiorita y de 1,65 m, la reina aparece con una particular peluca asociada a la diosa Hathor (llamada precisamente hathorica) que acaba sobre el pecho en dos voluminosos rizos. Siguiendo un estilo típico del Imperio Medio, la reina es mostrada con grandes orejas y rostro redondo.
Una pequeña pirámide comprendida en el complejo piramidal de su marido, en El-Lahun, fue edificada probablemente para ella.